# Marka-Sandika naturreservat
Marka-Sandika naturreservat är ett naturreservat i Östhammars kommun i Uppsala län.
Området är naturskyddat sedan 2020 och är 35 hektar stort. Reservatet ligger söder om Östhammar och består av kalkrik barrskog med gamla granar